# Romersk Britannien
Romersk Britannien er de områder af de Britiske øer, der var kontrolleret af romerne fra 44 e.Kr. til 410 e.Kr. Territoriet udgjorde provinsen Britannien (lat. Britannia), som i store træk dækker det landområde, der i dag kaldes England og Wales.

## Forhistorie
De britiske øer var ikke ukendte i den antikke verden. grækerne kaldte dem "Cassiterides" (Tin-øerne), og både karthagerne og grækerne handlede med briterne. Øerne var før den romerske erobring beboet af keltiske stammer, som af fønikiske handelsfolk blev kaldt briter; de ydede støtte til deres keltiske allierede i Gallien under gallerkrigene, og bl.a. dette gav Cæsar grund til at invadere de britiske øer to gange i 55 f.Kr. og 54 f.Kr., dog uden at det resulterede i en varig besættelse.
Cæsars invasion havde givet romerne stor indflydelse i Britannien, hvor de støttede lokale småkonger. Caligula gav sin støtte til en eksilkonge, og planlagde derfor i 40 e.Kr. et felttog mod briterne, men det blev aldrig gennemført; i stedet gav han, ifølge Sveton, ordre til soldaterne om at tage opstilling ved den Engelske kanal og angribe sivene i vandkanten; de blev bragt tilbage til Rom som krigsbytte.

## Den romerske erobring
Kejser Claudius allierede sig med en anden flygtet britisk konge før sit felttog i 43 e.Kr., hvor det hurtigt lykkedes romerne at underlægge sig den sydligste del af Britannien. De romerske styrker bestod af fire legioner med hjælpetropper og var under ledelse af Aulus Plautius, som blev udnævnt til provinsens første guvernør. De allierede britiske styrker blev slået ved landgangen i Kent, siden under ledelse af Catuvellaunis konge Caratacus ved hans hovedstad, Camulodunum. Han flygtede til ordovikernes område i, hvor det lykkedes ham at samle en ny hær for igen at lide nederlag. Atter flygtede han, denne gang til briganternes dronning Cartimandua. Hun havde dog allieret sig med romerne, så Caratacus blev udleveret.
Under kejser Vespasian blev hele den sydvestlige del af Britannien underlagt romerne i løbet af 40'erne e.Kr. Romerne indgik alliancer med flere  stammer, og i løbet af 1. årh. skubbede de langsomt deres magtsfære mod nord. Britannien var dog i hele perioden som romersk provins ofte præget af uroligheder.

## Enden på Romersk Britannien
Romerriget mistede gradvist kontrollen med Britannien fra 300-tallet e.Kr. til 410, hvor stort set alle tropper var kaldt hjem for at beskytte riget mod bl.a. visigoterne. Selvom de romerske kejsere nok havde regnet med at genvinde kontrollen over området, så skrev historikeren Procopius  midt i 500-tallet, at romernes indflydelse i provinsen var helt tabt.
52°13′N 0°34′V / 52.22°N 0.57°V